# Le Guet-apens (film, 1958)
Pour les articles homonymes, voir Guet-apens.
Pour plus de détails, voir Fiche technique et Distribution.
Le Guet-apens (張込み, Harikomi) est un film dramatique et policier japonais réalisé par Yoshitarō Nomura et sorti en 1958.

## Synopsis
Lors d'un été épuisant et chaud, deux inspecteurs tokyotes, Takao Yuki et Yuji Shimooka, du Département de la Police métropolitaine de Tokyo, enquêtent sur le meurtre d'un prêteur sur gages à Meguro, essayant de capturer Ishii, le meurtrier, qui a fui Tokyo sans laisser de trace. Les deux policiers font un voyage au sud de Kyūshū, dans la ville de Saga, où vit Sadako Yokokawa, l'ex-petite amie du criminel. Ils louent une chambre d'hôtel dont les fenêtres donnent sur la maison où vit Sadako dans l'espoir qu'Ishii prenne contact avec elle.
Au cours de nombreux jours de surveillance, les deux hommes développent progressivement de la sympathie pour la femme, mariée à un homme plutôt rustre et cupide qui a trois enfants d'une autre femme. L'apparente paresse des deux policiers éveille des soupçons ridicules de la part de la maîtresse de maison. Finalement, en raison de l'apparente futilité de leur surveillance, l'aîné des deux enquêteurs, Yuji Shimoka, retourne à Tokyo.
Un jour, Sadako reçoit une lettre qui change son comportement et elle prend un bus, ignorant que le policier Takao Yuki la suit. Sadako rencontre son ancien amant Ishii et ils louent une chambre dans un hôtel. La femme aime Ishii, ignorant qu'il est un criminel fugitif. Sadako est prête à quitter son mari mal-aimé et à aller n'importe où avec Ishii. L'inspecteur Yuki appelle la police locale en renfort et suit l'arrestation du fugitif dans l'hôtel, devant l'amante malheureuse.

## Fiche technique
- Titre original : 張込み (Harikomi?)[1]
- Titre français : Le Guet-apens[2]
- Réalisation : Yoshitarō Nomura
- Scénario : Shinobu Hashimoto, d'après une nouvelle de Seichō Matsumoto
- Photographie : Seiji Inoue
- Montage : Yoshiyasu Hamamura
- Décors : Seiichirō Sakai
- Musique : Toshirō Mayuzumi
- Costumes : Matsuo Yamaguchi
- Société de production : Shōchiku
- Pays de production :  Japon
- Langue originale : japonais
- Format : noir et blanc — 2,35:1 — 35 mm — son mono[1]
- Genre : drame - film policier
- Durée : 116 minutes (métrage : onze bobines - 3 170 m[3])
- Dates de sortie :
  - Japon : 15 janvier 1958[1],[3]

## Distribution
- Minoru Ōki : Takao Yuki, inspecteur de police
- Takahiro Tamura : Kyûichi Ishii, le meurtrier
- Seiji Miyaguchi : Yuji Shimooka, inspecteur de police
- Hideko Takamine : Sadako Yokokawa
- Kin Sugai : Mme Shimooka
- Masao Shimizu : M. Yokokawa
- Ryōhei Uchida : M. Yamada, contrevenant principal
- Kamatari Fujiwara : M. Takakura
- Kumeko Urabe : propriétaire de l'hôtel Hizen-ya
- Miki Odagiri :
- Tanie Kitabayashi :
- Shinsuke Ashida :
- Tokuji Kobayashi : propriétaire de la blanchisserie
- Jun Tatara : inspecteur à Saga

## Récompenses
Sauf indication contraire, les informations mentionnées dans cette section peuvent être confirmées par la base de données cinématographiques IMDb,  présente dans la section « Liens externes ».
- 1959 : prix Kinema Junpō[4], Blue Ribbon Award[5],[6] et prix Mainichi[7] du meilleur scénario pour Shinobu Hashimoto.